# Rio Condrea
O Rio Condrea é um rio da Romênia, afluente do Siriu Mic, localizado no distrito de Buzău.